# Павлов, Александр Владимирович (учёный)
Алекса́ндр Влади́мирович Па́влов  (род. 14 ноября 1983, Петушки, Владимирская область, РСФСР, СССР) — российский правовед, философ, культуролог, историк политической философии, политический аналитик и кинокритик. Кандидат юридических наук (2007), доктор философских наук (2019), доцент. Руководитель Школы философии и культурологии факультета гуманитарных наук ВШЭ. Член-корреспондент РАН (2025). 

## Биография
Родился 14 ноября 1983 года.
В 2006 году окончил МГУ имени М. В. Ломоносова по специальности «политология».
В 2007 году во Владимирском юридическом институте Федеральной службы исполнения наказания под научным руководством доктора юридических наук, профессора Р. Б. Головкина защитил диссертацию на соискание учёной степени кандидата юридических наук по теме «Учение о государстве и праве А. И. Герцена» (специальность 12 00 01 — теория и история права и государства, история учений о праве и государстве); официальные оппоненты — доктор юридических наук, профессор А. А. Демичев, кандидат юридических наук А. Е. Абрамов; ведущая организация — Тихоокеанский государственный университет.
С 2008 г. — доцент Школы философии Факультет гуманитарных наук НИУ ВШЭ. С декабря 2016 года — ведущий научный сотрудник и руководитель сектора социальной философии Института философии РАН.
С 2009 года — член редакционной коллегии философско-литературного журнала «Логос». С 2012 года — член редакционного совета журнала «Государство, религия, церковь в России и за рубежом».
В 2019 году в Институте философии РАН защитил диссертацию на соискание учёной степени доктора философских наук по теме «Философия культуры в постпостмодернизме: критический анализ» (специальность 09.00.13 — философская антропология, философия культуры); научный консультант — академик РАН, доктор философских наук, профессор А. А. Гусейнов; официальные оппоненты — доктор философских наук, профессор, член-корреспондент РАН Ж. Т. Тощенко, доктор философских наук, профессор, член-корреспондент РАН В. В. Миронов и доктор философских наук, доктор культурологии А. В. Костина; ведущая организация — кафедра социальной философии Российского университета дружбы народов.

## Научная деятельность
Занимается исследовательской и преподавательской деятельностью. Публиковался в журналах «Здравый смысл», «Искусство кино», «История философии», «Космополис», «Логос», «Полис. Политические исследования», «Прогнозис», «Социологическое обозрение» и др. Редактор-составитель и автор вступительных статей книг «Концепт „Революция“ в современном политическом дискурсе» (2008), «Политическая теория в XX веке» (2008), «Странная смерть марксизма» Пола Готфрида (2009), «Александр Герцен и происхождение русского социализма. 1812—1855» Мартина Малиа (2010), «Искусство смешного возвышенного» Славоя Жижека (2011), «Реакционный дух. Консерватизм от Эдмунда Берка до Сары Пейлин» Кори Робина (2013).

## Награды и премии
- Лауреат премии конкурса научных работ посвященных вопросам гуманизма и философии за статью «Э. Фромм: Гуманистический анализ религии» (2005). Премия была вручена Полом Куртцем в ходе заседания, проходившего на философском факультете МГУ имени М. В. Ломоносова.[5]
- Лауреат премии «Пушкин и XXI век» (2020)[6]

## Научные труды

### Монографии
- Павлов А. В. Постыдное удовольствие: философские и социально-политические интерпретации массового кинематографа. — М.: ИД ВШЭ, 2014. — 360 с. — 1000 экз. — ISBN 978-5-7598-1126-8. (недоступная ссылка)
  - Павлов А. В. Постыдное удовольствие: Философские и социально-политические интерпретации массового кинематографа. 2-е изд. М. : Издательский дом НИУ ВШЭ, 2015.
- Павлов А. В. Расскажите вашим детям. Сто одиннадцать опытов о культовом кинематографе. — М.: ИД ВШЭ, 2016. — 424 с. — ISBN 978-5-7598-1381-1.
  - Павлов А. В. Расскажите вашим детям: Сто одиннадцать опытов о культовом кинематографе. — 2-е изд. — М.: Изд. дом Высшей школы экономики, 2017. — 424 с. — (Исследования культуры). — 1000 экз. — ISBN 978-5-7598-1541-9. (недоступная ссылка)
  - Павлов А. В. Расскажите вашим детям : сто двадцать три опыта о культовом кинематографе. — 3-е изд., перераб. и доп. — М.: Издательский дом Высш. шк. экономики, 2020. — 581 с. (Серия Исследования культуры).; ISBN 978-5-7598-2104-5 (в пер.) : 1000 экз.
- Павлов А. В. Бесславные ублюдки, бешеные псы: Вселенная Квентина Тарантино. — М.: Издательский дом «Дело» РАНХиГС, 2017. — 400 с. — (Исследования культуры). — ISBN 978-5-7749-1311-4.
  - «Бесславные ублюдки, бешеные псы»: Отрывок из книги о Квентине Тарантино Архивная копия от 18 ноября 2018 на Wayback Machine // КиноПоиск, 26.11.2017
- Павлов А. В. Престижное удовольствие: социально-философские интерпретации «сериального взрыва». — М.: РИПОЛ классик: Панглосс, 2019. — 350 (Кино_Театр). ISBN 978-5-386-12784-8
- Павлов А. В. Постпостмодернизм: как социальная и культурная теории объясняют наше время. — М.: ИД «Дело» РАНХиГС, 2019. — 560 с. — 1000 экз. — ISBN 978-5-85006-254-5.
- Плохое кино. — М. : Горизонталь, 2022. — 608 с.

### Статьи
- Павлов А. В. Историк идей социализма: Мартин Малиа и его книга об Александре Герцене // Космополис. 2005. № 11
- Павлов А. В. Данте и диалектика национальной империи // Космополис. 2006/2007. № 16
- Павлов А. В. Н. Н. Страхов о месте А И Герцена в русской умственной жизни // SCHOLA-2003. — М., 2004
- Павлов А. В. Методологические подходы к изучению политико-правового наследия А. И. Герцена // Пути повышения качества подготовки специалистов для Минюста России материалы науч-практ конф., г. Владимир, 16 апр. 2003 г. В 2 т. Т. 1. Владимир, 2004
- Павлов А. В. Религиозный искатель (Булгаков, Флоровский и Зеньковский в рассуждениях о жизни и философско-политическом творчестве Герцена) // SCHOLA-2004 — М, 2005
- Павлов А. В., Аршин К. В. Русский национализм в XIX столетии // SCHOLA-2005. М., 2005
- Павлов А. В. Политическая мысль история и современность // Дні науки філософьского факультету-2005 матеріалы доповідей та виступш міжнар наук конф , 26-27 квітня 2005 р. В 7 ч. Ч. 5. Киев, 2005
- Павлов А. В. Существует ли русский либерализм? // Правовые и организационные вопросы функционирования уголовно-исполнительной системы Минюста России материалы межвуз. науч-практ конф., посвящ. 125-летию уголов-исполнит. системы Минюста России, г. Владимир, 30 марта 2004 г. В 2 т. Т. 2. — Владимир, 2005
- Павлов А. В. Герцен — это «свобода» // Труды IV Всероссийского философского конгресса. В 5 т. Т. 4. — М., 2005
- Павлов А. В. «Поэт гуманности» о творческом гуманизме Александра Герцена Архивная копия от 5 марта 2017 на Wayback Machine // Здравый смысл. — 2005. — № 36.
- Павлов А. В. Развитой социализм против коммунизма // Политический журнал. 2006.№ 47-48
- Павлов А. В. «Симпсоны» как феномен политики и идеологии (в соавторстве с Сидоркиным С.) // Полис. Политические исследования. 2007. № 5
- Павлов А. В. Уильям Фрэнк Бакли-младший и возникновение американского консерватизма // Полис. Политические исследования. 2008. № 3
- Павлов А. В. Прагматичные наследники политической философии Лео Штрауса // История философии. 2008. № 13. С. 98-109.
- Павлов А. В. Гражданская война политической теории // Политическая теория в XX веке / Под общ. ред.: А. В. Павлов. М. : Издательский дом «Территория будущего», 2008. С. 7-38.
- Павлов А. В. «Справедливое»: философский анализ права // Поль Рикёр: философ диалога. М. : ИФ РАН, 2008. С. 129—133.
- Павлов А. В. Политическая философия ранних немецких романтиков // Прогнозис. 2009. № 19
- Павлов А. В. Половина книги об Александре Герцене // Александр Герцен и рождение русского социализма. 1812—1855 / Alexander Herzen and the Birth of Russian Socialism: 1812—1855 / Пер. с англ.: А. В. Павлов, Д. А. Узланер; под общ. ред.: А. В. Павлов. М. : Издательский дом «Территория будущего», 2010. С. 7-31.
- Павлов А. В. Гражданская война политической теории // Политическая концептология: журнал метадисциплинарных исследований. 2010. № 4. С. 40-65.
- Павлов А. В. Аналитическая политическая философия? // Политическая концептология: журнал метадисциплинарных исследований. 2010. № 2. С. 175—184.
- Павлов А. В. У истоков американского консерватизма: Роберт Нисбет // Политическая концептология: журнал метадисциплинарных исследований. 2011. № 4. С. 159—167.
- Павлов А. В. Славой Жижек возвышает смешное [Вступительная статья] // Жижек С. Искусство смешного возвышенного / Науч. ред.: А. В. Павлов. М. : Европа, 2011. С. 7-32.
- Павлов А. В. Отец культового кино и Нового Голливуда: место Роджера Кормана в истории американского кинематографа Архивная копия от 14 марта 2022 на Wayback Machine // Артикульт. Научный электронный журнал Факультета Истории Искусства Российского государственного гуманитарного университета. 2011. Т. 3
- Павлов А. В. О тирании и искусстве письма // Социологическое обозрение. 2011. № 3. С. 115—124.
- Павлов А. В. Культура культа Архивная копия от 21 января 2017 на Wayback Machine // Искусство кино. 2011. № 11. С. 86-97.
- Павлов А. В. Семь конфликтов белокурой бестии Архивная копия от 5 марта 2017 на Wayback Machine // Искусство кино. 2012. № 2. С. 50-53.
- Павлов А. В. Порношик: от триумфа к забвению Архивная копия от 5 марта 2017 на Wayback Machine // Философско-литературный журнал «Логос». 2012. № 6. С. 180—195.
- Павлов А. В. Лео Штраус: искусство писать и искусство читать // Социологическое обозрение. 2012. Т. 3. № 3. С. 4-11.
- Павлов А. В. Где работают аргументы ad homonem (недоступная ссылка) // Философско-литературный журнал «Логос». 2012. № 3. С. 207—215.
- Павлов А. В. «Южный парк», мультипликационные войны и современная политическая философия Архивная копия от 20 августа 2016 на Wayback Machine // Философско-литературный журнал Логос. 2012. № 2. С. 166—177.
- Павлов А. В. «Видеодром»: формирование видеокультуры в советской России в 1980-90-е годы Архивная копия от 14 марта 2022 на Wayback Machine // СССР: Жизнь после смерти / Науч. ред.: И. В. Глущенко, Б. Ю. Кагарлицкий, В. А. Куренной. М. : Издательский дом НИУ ВШЭ, 2012. С. 137—160.
- Павлов А. В. Эволюция чёрного юмора в американском кинематографе Архивная копия от 8 мая 2017 на Wayback Machine // Отечественные записки. 2013. № 5 (56). С. 333—341.
- Павлов А. В. Телемертвецы: возникновение сериалов о зомби Архивная копия от 13 октября 2017 на Wayback Machine // Философско-литературный журнал «Логос». 2013. № 3 (93). С. 139—154.
- Павлов А. В. Славой Жижек извращает идеологию (недоступная ссылка) // Политическая концептология: журнал метадисциплинарных исследований. 2013. Т. 1. С. 155—161.
- Павлов А. В. Кори Робин и американский консерватизм // Реакционный дух. Консерватизм от Эдмунда Берка до Сары Пейлин / Пер. с англ.: И. Кушнарева, М. Рудаков, К. Бандуровский. М. : Институт Гайдара, 2013. С. 7-26.
- Павлов А. В. Забвение и актуальность Александра Герцена сегодня // Александр Иванович Герцен и исторические судьбы России. Материалы Международной научной конференции к 200-летию А. И. Герцена (институт философии РАН, 20-21 июня 2012 г.). М. : Канон+, 2013. Гл. 24. С. 264—273.
- Павлов А. В. Грайндхаус: B или не B? Архивная копия от 29 октября 2016 на Wayback Machine // Искусство кино. 2013. № 1. С. 61-70.
- Павлов А. В. Вульгарный авторский кинематограф Архивная копия от 6 ноября 2016 на Wayback Machine // Искусство кино. 2013. № 11. С. 54-63.
- Павлов А. В. Штурмуя публичное пространство: слова о гетеротопии плохого вкуса // Логос. — 2014. — № 5 (101). — С. 1—26.
- Мишура А. С., Павлов А. В. «Патриархия»: политическая философия Роберта Филмера // «Полития». 2014. № 1. С. 92-105.
- Павлов А. В. «Киногид извращенца»: теперь в бумаге // Жижек С. Киногид извращенца: Кино, философия, идеология. Екатеринбург: Гонзо, 2014. Гл. 1. С. 7-32
- Афанасов Н. Б., Павлов А. В. Секулярная политическая теология Марсилия Падуанского // Философско-литературный журнал «Логос». 2015. Т. 25. № 6. С. 44-67.
- Павлов А. В. Добродетельная тирания. Классическая политическая философия в поисках новой терминологии // Философско-литературный журнал «Логос». 2015. Т. 25. № 6. С. 23-44.
- Павлов А. В. Республиканизм Филипа Петтита: самая актуальная современная политическая философия // Республиканизм. Теория свободы и государственного правления / пер. с англ. А. Яковлева; предисл. А. Павлова. — М.: Издательство Института Гайдара, 2016. — С. 7-22. — 488 с.
- Павлов А. В. , Денисов И. В. Политическое либертарианство // Тетради по консерватизму. 2016. Т. 1. № 1. С. 89-100.
- Павлов А. В. Основания неоконсерватизма // Тетради по консерватизму. 2016. Т. 1. № 1. С. 101—116.

### Переводы
- Малиа М. Александр Герцен открытие русского социализма (пер. с англ., вступ. ст., составление, коммент. А. В. Павлов) // Космополис. 2005. — № 11
- Малиа М. Александр Герцен и рождение русского социализма. 1812—1855 = Alexander Herzen and the Birth of Russian Socialism: 1812—1855 / Пер. с англ.: А. В. Павлов, Д. А. Узланер; под общ. ред.: А. В. Павлов. М. : Издательский дом «Территория будущего», 2010.

### Научная редакция
- Политическая теория в XX веке / Под общ. ред.: А. В. Павлов. М.: Издательский дом «Территория будущего», 2008.
- Концепт «революция» в современном политическом дискурсе / Под общ. ред.: Л. Бляхер, Б. В. Межуев, А. В. Павлов. Самара : Алетейя, 2008.
- Готфрид П. Странная смерть марксизма / Науч. ред.: А. В. Павлов. М. : ИРИСЭН, 2009.
- Жижек С. Искусство смешного возвышенного / Науч. ред.: А. В. Павлов. М. : Европа, 2011.
- Шапиро И. Бегство от реальности в гуманитарных науках / Науч. ред.: А. В. Павлов. М. : Издательский дом НИУ ВШЭ, 2011.

## Публицистика
- Павлов А. В. Двуликий Янус «русского социализма» // Агентство политических новостей
- Павлов А. В. Предатели интеллектуалов // Агентство политических новостей